# Milan Kolář (lékař)
Milan Kolář (* 18. dubna 1964 Prostějov) je český lékař, mikrobiolog, v letech 2011–2019 a od roku 2023 děkan Lékařské fakulty Univerzity Palackého v Olomouci.

## Vzdělání, odborná a akademická kvalifikace
- Lékařská fakulta Univerzity Palackého v Olomouci, studijní obor: Všeobecné lékařství, 1982–1988
- I. atestace z lékařské mikrobiologie, 1991
- II. atestace z lékařské mikrobiologie, 1994
- postgraduální doktorské studium v programu Lékařská mikrobiologie, 1995–1999
- jmenován docentem pro obor Lékařská mikrobiologie s účinností od 1. 7. 2001
- jmenován profesorem pro obor Lékařská mikrobiologie s účinností od 5. 11. 2007

## Ocenění
V květnu 2024 obdržel Cenu města Olomouce za rok 2023 v oblasti věda a výzkum.